# Религия в Канаде
В Канаде представлено большое количество различных религий, но ни одна из них не является официальной в стране, поскольку в канадской политической культуре большое значение имеет идея религиозного плюрализма. Однако большинство жителей причисляют себя к христианам, и это отражается во многих сторонах повседневной жизни.

## Религиозное разнообразие

### Итоги переписи
По переписи 2001 года в Канаде 72 % населения страны причисляют себя к католикам или протестантам. Католицизм издавна был самой распространённой религией. Те, кто не причисляет себя ни к какой религии, составляют 16 % опрошенных. Причём, в Британской Колумбии назвали себя неверующими 35 % опрошенных — больше, чем представителей отдельной религии и больше числа всех протестантов, вместе взятых.
| | 2001       | 2001        | 1991       | 1991 | % изменение численности |
| Численность | %          | Численность | %          |      | % изменение численности |
| Христианство |            | 77          |            | 80   |                         |
| — Римско-католическая церковь | 12 936 905 | 43,6        | 12 203 625 | 45,2 | +4,8                    |
| — Всего протестантов | 8 654 850  | 29,2        | 9 427 675  | 34,9 | −8,2                    |
| — Объединённая церковь Канады | 2 839 125  | 9,6         | 3 093 120  | 11,5 | -8,2                    |
| — Англиканская церковь Канады | 2 035 495  | 6,9         | 2 188 110  | 8,1  | −7,0                    |
| — Баптизм | 729 475    | 2,5         | 663 360    | 2,5  | +10,0                   |
| — Лютеранство | 606 590    | 2,0         | 636 205    | 2,4  | −4,7                    |
| — Другие протестанты¹ | 549 205    | 1,9         |            |      |                         |
| — Пресвитерианство | 409 830    | 1,4         | 636 295    | 2,4  | −35,6                   |
| — Православная церковь | 479 620    | 1,6         | 387 395    | 1,4  | +23,8                   |
| — Другие течения христианства² | 780 450    | 2,6         | 353 040    | 1,3  | +121,1                  |
| Неверующие | 4 796 325  | 16,2        | 3 333 245  | 12,3 | +43,9                   |
| Другие вероисповедания |            |             |            |      |                         |
| — Ислам | 579 640    | 2,0         | 253 265    | 0,9  | +128,9                  |
| — Иудаизм | 329 995    | 1,1         | 318 185    | 1,2  | +3,7                    |
| — Буддизм | 300 345    | 1,0         | 163 415    | 0,6  | +83,8                   |
| — Индуизм | 297 200    | 1,0         | 157 015    | 0,6  | +89,3                   |
| — Сикхизм | 278 415    | 0,9         | 147 440    | 0,5  | +88,8                   |
| ¹ Включает лиц, назвавших себя просто «протестантами». ² Включает лиц, назвавших себя «христианами», а также тех, кто назвал себя «приверженцем апостолической церкви», «сторонником реформированной церкви» или «сторонником евангелической церкви». * С целью сравнения данные 1991 года представлены в географических границах 2001 года. |            |             |            |      |                         |

## Нехристианские религии Канады
Нехристианские религии Канады сосредоточены в крупных городах, таких как Монреаль, Торонто и Ванкувер, и в значительно меньшей степени — в таких средних городах, как Оттава, Квебек, Калгари, Эдмонтон, Виннипег и Галифакс. Единственное исключение — это иудаизм, издавна составляющий заметное меньшинство даже в меньших населённых пунктах. Бо́льшая часть роста числа приверженцев нехристианских религий происходит от изменившихся за последние 50 лет тенденций иммиграции. Возросшая иммиграция из Азии, с Ближнего Востока и из Африки привела к появлению постоянно растущих мусульманских, буддистских, сикхских и индуистских общин.

## Канадцы без религиозной принадлежности
Отсутствие религии более привычно на западном побережье, особенно в области Большого Ванкувера. Нерелигиозные канадцы включают в себя атеистов, агностиков, гуманистов, а также других неверующих. В настоящее время они составляют 16,2 % населения по переписи 2001 года. Некоторые неверующие канадцы создали такие общества, как, например, Гуманистическое общество Канады. В 1991 году некоторые неверующие канадцы подали в Парламент прошение, представленное Свенном Робинсоном, чтобы убрать слово «Бог» из преамбулы Конституции Канады. После этого Робинсон был отстранён от текущей работы главой своей партии. По данным religioustolerance.org среди лиц, объявивших себя неверующими, 18 605 уточнили, что являются «атеистами», 17 815 — «агностиками», а 1 245 — «гуманистами».

## Христианство в Канаде
Большинство канадцев, считающих себя христианами, посещают церковь лишь изредка. Вообще, канадские христиане менее ревностны, чем христиане в США, но более явно религиозны, чем европейские христиане. По поводу этого епископ Ириней (Рошон) сказал в 2012 году: «религиозная жизнь в Канаде уже более полувека переживает упадок: многие храмы — католические, протестантские — пустуют, некоторые закрываются, продаются, их переделывают под жильё. Верит ли человек, в какую церковь ходит — никого не интересует. Большинство живёт без Бога».
Существует заметное разделение на город и сельскую местность: сельские районы Онтарио и Альберта имеют самые высокие показатели посещаемости церкви.
Вдобавок к крупным христианским церквям в Канаде представлено также много малых христианских групп, например, православие и мормонизм. В приморских провинциях проживает очень большое число лютеран, которые также проживают в степных регионах. На юго-западе Онтарио живёт много немецких иммигрантов, в том числе большое число меннонитов и гуттеритов. Альберта принимает значительное число эмигрантов из США, что ведёт к созданию большой мормонской общины в этой провинции. В последние годы наблюдается также приток коптов в Канаду. Многочисленное украинское население Манитобы и Саскачевана включает многих приверженцев Униатских и Украинских православных церквей. Концентрация этих мелких групп сильно различается по областям страны.

## Правительство и религия
В настоящее время Канада не имеет официальной религии, и правительство официально поддерживает религиозный плюрализм. Но влияние христианства просматривается в некоторых секторах.
Во время празднования Рождества и Пасхи установлены каникулы на государственном уровне, и, несмотря на то что мусульмане, иудеи и другие группы имеют право брать отпуск на время своих религиозных праздников, последние не пользуются подобным официальным признанием. Канадский государственный гимн O Canada содержит слова «нести крест», что явно связано с христианством, а другие куплеты гимна открыто говорят о божественном превосходстве (см. статью). В некоторых областях страны работа магазинов в воскресенье остаётся под запретом, хотя это явление становится всё реже. Продолжительная борьба в конце XX века велась с тем, чтобы склонить канадское общество к допущению религиозной одежды, особенно сикхских тюрбанов. При этом Королевская жандармерия Канады, Королевский канадский легион и другие группы разрешили своим членам ношение тюрбанов.
Канада — это королевство Содружества, глава которого один и для 15 других стран, включая Соединённое королевство. Закон о престолонаследии запрещает католикам и их супругам занимать трон, а монарх ex officio является также и Верховным правителем Английской церкви. В Канаде титул королевы содержит слова «Божьей милостью» и «Защитница Веры».
Несмотря на то что официальные ссылки канадского правительства на христианство становятся реже, первое открыто признаёт существование Бога. Действительно, Бог упоминается в преамбуле Конституции Канады и государственном гимне на обоих языках.
Премьер-министр Канады Стивен Харпер также постоянно упоминает Бога, говоря: Да хранит Канаду Господь, — или несколько иначе.

## История

### Новая Франция
До прибытия европейцев коренные народы принадлежали к очень большому числу, в основном, анимистических религий. Первые европейцы, поселившиеся там в большом количестве, были французскими католиками, включавшими много иезуитов, целью которых было крещение коренных жителей, что имело лишь небольшой успех.
Первые значительные протестантские общины были образованы в приморских провинциях после их захвата британцами. Будучи не в силах убедить достаточное число британских иммигрантов принять нужную религию, правительство решило заселить эту область протестантами из Германии и Швейцарии, чтобы уравновесить католиков-акадийцев. Немцы и швейцарцы стали известны под названием «иностранных протестантов». Эти меры имели настоящий успех, и в настоящее время преобладающей религией юга Новой Шотландии остаётся лютеранство.

### 1774—1880
Эта тенденция продолжилась и после британского завоевания всей Новой Франции в 1759 году. Первоначально в планы входила попытка принятия большинства католиков в протестантизм, но от этого отказались во время Американского переворота. Квебекский акт 1774 года признал права католической церкви в провинции Квебек с целью сохранить преданность франкоканадцев британской короне.
Американский переворот направил стремительный поток протестантов в Канаду. Лоялисты, бежавшие из восставших США, в большом количестве разместились в Верхней Канаде и приморских провинциях. Они представляли собой смешение разных христианских групп с большим числом англикан, а также пресвитериан и методистов.
В начале XIX века в приморских провинциях и Верхней Канаде Англиканская церковь имела то же официальное положение, что она имела в Великобритании. Это вызывало напряженность среди англоязычных поселенцев, поскольку значительная часть населения не принадлежала к англиканству. Возросшая иммиграция из Шотландии образовала очень большую пресвитерианскую общину, требующую равенства прав, и другие группы. Это было важной причиной восстания в Верхней Канаде в 1837 году. С приходом ответственного правительства англиканская монополия подошла к концу.
В Нижней Канаде Католическая церковь официально преобладала и занимала центральное место в культуре и политике колонии. В отличие от англоязычных колоний, франкоканадский национализм стал близко связан с католицизмом. В этот период Католическая церковь в этой области стала одной из самых реакционных в мире. Под знаменем движения, известного, как ультрамонтанство, Церковь приняла положения, осуждавшие все формы либерализма и даже побудившие очень консервативных в то время пап попрекать её в экстремизме.
В политике сторонников католического духовенства в Квебеке называли «синими». Они сформировали любопытный союз с пробританскими монархистами-англиканами (часто членами Оранжевого ордена), чтобы создать основу Консервативной партии Канады. Реформистская партия, позднее ставшая Либеральной партией, состояла, в основном, из антиклерикальных франкоканадцев, называемых красными, и неангликанских протестантских групп. В то время перед выборами приходские священники давали наставления своим слушателям, предупреждая, что «небо синее, а ад красный».

### 1880—1960
К концу XIX века протестантский плюрализм укоренился в английской Канаде. Даже если значительная часть высшего общества оставалась англиканской, стали важны также и другие группы. Торонто имел крупнейшую в мире методистскую общину, что дало ему прозвище «Методистский Рим». Школы и университеты, основанные в то время, отразили на себе этот плюрализм, когда каждое вероисповедание учреждало свой собственный ВУЗ. Королевский университет, ставший впоследствии университетом Торонто, был основан как недуховная школа.
В конце XIX века начали происходить и большие изменения в иммиграционных тенденциях в Канаде. Большое число ирландцев и иммигрантов с юга Европы образовали новые католические общины в английской Канаде. Заселение Запада привлекло много православных иммигрантов из Восточной Европы и мормонов с пятидесятниками из США.
Преобладание протестантских и католических элементов в канадском обществе продлилось весь XX век. До 1960-х бо́льшая часть областей Канады имела законы о «дне Господа», который являлся тем, что впоследствии стало воскресеньем. Англоканадское высшее общество было ещё протестантским, иудеи и католики часто были исключены из него. Процесс либерализации начался в английской Канаде после Второй мировой войны. Явно христианские законы, в том числе против гомосексуальности, были отменены. Политика, благоприятствовавшая христианской иммиграции, была также отменена.

### «Тихая революция»
Важнейшее же изменение произошло в Квебеке. В 1950 года эта провинция была по-прежнему одной из самых католических в мире областей. Показатель посещаемости мессы оставался очень высоким, сложно было найти книги, внесённые в index, а образовательная система сильно контролировалась Церковью. После Тихой революции в 1960-х это положение значительно изменилось.
Франкоканадский социолог Ги Роше в 1973 году так описал последствия «Тихой революции»:

«Мы находимся перед лицом социологического неверия, в узком смысле слова. Долгое время говорили, что религиозная вера в Квебеке была социологической. Этим хотели сказать, что у каждого была вера, потому что у всех была вера, что каждый ходил в церковь, потому что все туда ходили, и что не было способа вести себя иначе. Я сказал бы, что сегодня одерживает верх обратное: в некоторых кругах социологическим стало неверие, стало сложно называть себя верующим, не кажась при этом маргиналом, и намного легче называть себя неверующим, благодаря человеческому уважению. И эта резкая перемена произошла за несколько лет. Это наблюдение верно, в частности, и для мира молодёжи. Студентам училища нужно много смелости для того, чтобы сказать, что они верующие, что они принадлежат к христианскому течению, посещают церковь по воскресеньям, прислуживают во время мессы и т. д.»).— L'incroyance au Québec: Approches phénoménologiques, théologiques et pastorales, 1973
Хотя большинство квебекцев по-прежнему считают себя католиками, показатель посещаемости церкви в настоящее время является низшим в Северной Америке. Общеправовые отношения, аборты и поддержка однополых браков намного более распространены в Квебеке, чем в остальной Канаде и чуть ли не в любом другом регионе мира.
Остальная Канада пережила подобный переход, но намного более умеренный. Объединённая церковь Канады, важнейшая протестантская церковь страны, является одной из самых либеральных в мире крупных протестантских церквей. Она практикует и упорно защищает однополые браки и связи.
Билл Фипс, бывший председатель Церкви даже утверждал, что воскресение Иисуса — явление ненаучное. Однако эта тенденция, кажется, была сдержана, и Объединённая церковь пережила значительный спад посещаемости в 1990-х; другие крупные церкви пережили подобный спад даже притом, что в 2000-х итоговая посещаемость церквей повысилась.
К тому же, за пределами Квебека существует сильное протестантско-евангелическое течение. Его важнейшие группы находятся на Канадском Западе, в частности, в сельских областях Альберты, на юге Манитобы и в области Долины Фрейзера в Британской Колумбии. Плотное евангелическое население располагается также в сельских областях юга и востока Онтарио за пределами агломерации Торонто и в сельских районах приморских провинций.
Культура в этих областях более консервативна по сравнению с некоторыми областями США, а явления вроде однополых браков, абортов и свободных союзов значительно менее популярны. Это движение очень усилилось за последние годы, хотя общая численность евангелических христиан остаётся далеко позади их численности в США. Очень мало сторонников евангелической церкви в Квебеке и в городских агломерациях — районах в высшей степени светских.